# Obiliq
Obiliq (bepaalde vorm: Obiliqi; Servisch: Обилић, Obilić; ook Kastriot, bepaalde vorm Kastrioti) is een Kosovaarse gemeente in de regio Pristina. Obiliq telt 21.548 inwoners (2011).